# Lomská borovice
Lomská borovice je památný strom ukrytý v poli, v malém lesíku, asi 300 m severně od obce Lom u Tachova. Tato borovice lesní (Pinus silvestris) roste v nadmořské výšce 515 m a je nejmohutnější borovicí lesní v České republice. Obvod jejího kmene měří 481 cm a výška stromu je 13 m, z toho je výška koruny 6 m (měření 2009). V současné době je zdravotní stav stromu zhoršený, kmen je napaden hnilobou a hmyzem, koruna stromu prosychá. Borovice je chráněna od roku 2009 pro svůj vzrůst a věk.

## Stromy v okolí
- Lípy u Lomského mlýna